# Médaille Carl-Sagan
La médaille Carl-Sagan pour l'excellence de la communication publique en planétologie (en anglais Carl Sagan Medal for Excellence in Public Communication in Planetary Science) est une récompense de la Division de planétologie (en) de l'Union américaine d'astronomie qui reconnaît et honore la communication par un planétologue auprès du grand public.
Elle est remise à des scientifiques dont les efforts ont significativement contribué à la compréhension et à l'intérêt du public pour la planétologie, à l'image de Carl Sagan à qui il est fait hommage par cette récompense. Elle ne doit pas être confondue avec le prix homonyme (en anglais Carl Sagan Prize for Science Popularization (en)).

## Récipiendaires
- 1998 : William K. Hartmann (en)
- 1999 : Clark Chapman
- 2000 : Larry Lebofsky
- 2001 : André Brahic
- 2002 : Heidi Hammel
- 2003 : Non remise
- 2004 : David Morrison (en)
- 2005 : Rosaly Lopes
- 2006 : David Grinspoon
- 2007 : Non remise
- 2008 : G. Jeffrey Taylor
- 2009 : Steven Squyres
- 2010 : Carolyn Porco
- 2011 : James F. Bell, III (en)
- 2012 : Patrick Michel
- 2013 : Donald K. Yeomans
- 2014 : Guy J. Consolmagno, S.J.
- 2015 : Daniel D. Durda
- 2016 : Yong-Chun Zheng
- 2017 : Megan Schwamb et Henry Throop
- 2018 : Bonnie Buratti
- 2019 : Carrie Nugent
- 2020 : Ray Jayawardhana
- 2021 : Adam Frank et Nicolle Zellner
- 2022 : Caleb Scharf